# 서양

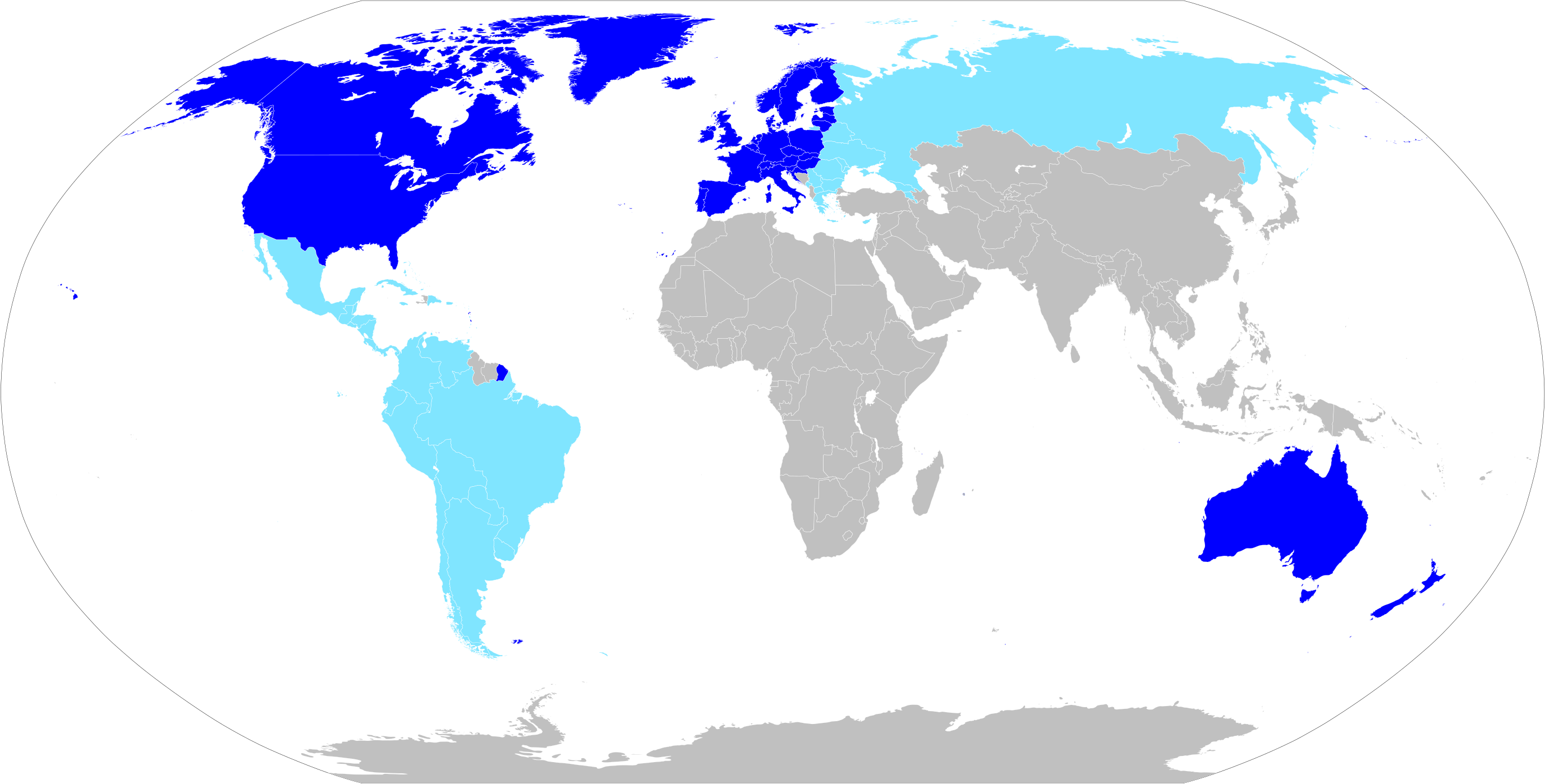
새뮤얼 P. 헌팅턴에서 파생된 서구 세계. 밝은 파란색은 서양의 일부이거나 서양과 밀접하게 관련된 별개의 문명인 라틴 아메리카와 정교회 세계이다.

서양(西洋, 영어: Western world)은 대체로 유럽과 북아메리카 등의 영미와 유럽 지역의 문화권을 가리키는 말이다. 옥시덴트(영어: Occident)라고도 한다.

## 명칭의 유래
이 구분은 송대(宋代)부터 등장하는데, 원대(元代)에서는 공통되는 ‘남’자를 생략하고 해(海)를 양(洋)으로 바꾸어 동남해를 동양, 서남해를 서양이라고 부르게 되었다. 그러므로 당시의 ‘동양’에는 자와섬도 포함되었는데, '명대(明代)'에 이르러선, 서양에 포함되었다. 이는 방위의 관념이 명확해졌기 때문이며, 유럽 지리학의 영향을 받아 '광둥[廣東]의 정남(正南)쪽'이 보르네오섬 북해안의 '문래국(文萊國)'에 해당한다는 것이 알려졌고, '광둥~문래'를 잇는 선으로 '동서양을 구별하게 된 결과'였다고 할 수 있다.
한편, 그 무렵에 중국에 건너간 기독교 선교사들은 세계지도를 한자로 설명하며, 서부 인도양을 '소서양(小西洋)'이라 하고, 유럽 '서쪽의 바다를 대서양(大西洋)'이라 불렀으며, 자신들을 '대서양 제국(諸國)의 사람'들, 곧 '대서양인이라 자칭'하였다. 이때부터 서양은 '유럽을 가리키는 명칭'이 되었으며, 서양을 '태서(泰西)라고 한 것'은 극서(極西)를 뜻한다. 그 후 서양은 더 줄여져, '양(洋)'으로 변이되었으며, 즉 양품(洋品)이란 '서양상품'을, 양행(洋行)은 이를 '취급하는 상점'을 뜻하였다.
동아시아에서는 지정학적 의미인 '서방'과 '서양'을 구분하는 경향이 있지만, 서구권에서는 '서방'과 '서양'을 딱히 구분하는 용어가 없으며 기본적으로 the West 또는 Western World라고 칭한다.

## 같이 보기
- 서양 문화
- 동양
- 세계